# Bertil Carlsson
Ragnar Alfred Bertil Carlsson, född 25 augusti 1903 i Hägernäs i Täby kommun, död 26 november 1953 i Stockholm var en svensk backhoppare som tävlade under 1920-talet. Han representerade Djurgårdens Idrottsförening.

## Karriär
Bertil Carlsson deltog i världsmästerskapen 1927 i italienska Cortina d'Ampezzo där han slutade på tredje plats. Han vann bronsmedaljen efter landsmannen och guldvinnaren Tore Edman och silvermedaljören Willen Dick från Tjeckoslovakien som blev världsmästare i det första Skid-VM 1925. Finland och Norge deltog inte i VM 1927.
Carlsson deltog också under olympiska spelen 1928 i St. Moritz i Schweiz. OS-tävlingen i Olympiaschanze (sv: Olympiabacken) vanns av Alf Andersen från Norge före landsmannen Sigmund Ruud och bronsvinnaren Rudolf Burkert från Tjeckoslovakien. Bertil Carlsson blev tredje bästa svensk på tionde plats. Han hoppade 61 och 51,5 meter i sina två hopp. Axel-Herman Nilsson blev nummer fyra och Sven-Olof Lundgren blev nummer fem.